# Arotes annulicornis
Arotes annulicornis är en stekelart som beskrevs av Joseph Kriechbaumer 1894. Arotes annulicornis ingår i släktet Arotes och familjen brokparasitsteklar. Inga underarter finns listade.